# Жолоби (заказник)
Жолоби́ — ботанічний заказник загальнодержавного значення в Україні. Розташований у межах Тернопільського району Тернопільської області, біля села Лапшин. 
Площа 60 га. Статус присвоєно згідно з Указом Президента України від 11 квітня 2019 року № 139/2019. Перебуває у віданні: Лапшинська сільська рада, ДП «Бережанирайагроліс» (кв. 15, вид.  7, 8). 
Статус присвоєно для збереження у природному стані лучно-степової ділянки з низкою видів рослин, занесених до Червоної книги України (зозулинець шоломоносний, любка дволиста, горицвіт весняний) та до «Переліку рідкісних і таких, що перебувають під загрозою зникнення, видів рослинного світу на території Тернопільської області» (волошка стиснута, заяча конюшина Шиверека, тирлич хрещатий, тирличничок осінній).